# Amphiura benthica
Amphiura benthica is een slangster uit de familie Amphiuridae.
De wetenschappelijke naam van de soort werd in 1968 gepubliceerd door J.G. Castillo-Alarcon.